# Goniomma hispanicum
Goniomma hispanicum is een mierensoort uit de onderfamilie van de Myrmicinae. De wetenschappelijke naam van de soort is voor het eerst geldig gepubliceerd in 1883 door André.